# René Marino Rivero
René Marino Rivero (Tacuarembó, 26 de diciembre de 1936 - Montevideo, 11 de marzo de 2010) fue un bandoneonista, pianista, compositor y director de orquesta uruguayo, considerado como uno de los mejores bandoneonistas del mundo.

## Biografía
A los seis años comenzó a estudiar bandoneón en su ciudad natal. Se trasladó de Tacuarembó a Montevideo, donde fue alumno de José Tomás Mujica, Enrique Jorda y Guido Santórsola, con quienes se especializó en armonía, contrapunto y composición. En Argentina estudió con el maestro Alejandro Barletta y en el Instituto Di Tella.
Fue autor de varios libros sobre el bandoneón. Dictó clases en el Conservatorio Carl Maria von Weber de Dresde y en el Instituto Cultural La Musa en Gotinga. Dirigió orquestas sinfónicas y de cámara e interpretó y transcribió obras de Bach, Vivaldi, Telemann, Frescobaldi, Buxtehude, Bartok, Prokófiev, entre otros. Fue un gran intérprete de música barroca, en especial de Bach.
Compuso música sinfónica, de cámara, vocal, electroacústica y música incidental. También solos para bandoneón, piano, bajo, guitarra, violín y órgano.
A partir de 1986 integró un dúo con la guitarrista Gabriela Díaz, con quien además grabó varios trabajos en Uruguay y en Alemania.
En 1991 emprendió una gira en la que recorrió Francia, Alemania, España, Italia, Brasil, Argentina y México. En 2004 en el marco de una nueva gira visitó Francia, Suiza, Austria, Alemania y Portugal. Con la orquesta alemana Nordern String de Colonia realizó grabaciones en las que ejecutó Homenaje a Lieja (doble concierto para bandoneón, guitarra y cuerdas, de Astor Piazzolla) y Tres movimientos para bandoneón, guitarra y cuerdas de su propia autoría.

## Discografía
- Sinfonía concertante para bandoneón y orquesta (Homenaje a Torres García) (composición y dirección de Federico García Vigil. RCA LPUS 065. 1977)
- De Bach a la electroacústica en bandoneón (Sondor 44061. 1977)
- Bacterias 1 (con Abel Carlevaro en guitarra y Fernando Hasaj en violín. Sondor 44105. 1979)
- Volumen 4 (con Eduardo Fernández en guitarra y Fernando Hasaj en violín. Sondor 44263. 1982)
- Tres piezas montevideanas (con Gabriela Díaz en guitarra. Orfeo SULP 90812. 1986)
- El bandoneón contemporáneo (con Gabriela Díaz en guitarra. Sondor 44447. 1988)
- Dimensión contemporánea de la guitarra (con Gabriela Díaz en guitarra. Sondor. 1988)
- Che, bandoneón (Aliso Records, Alemania. 1990)
- Bandoneon Pure: Dances of Uruguay (Smithsonian/Folkways SF 40431, Alemania. 1993)
- Adiós Nonino - Tango Nuevo (Intercord, Alemania. 1993)
- De Bach a La Cumparsita (con Gabriela Díaz en guitarra. NT, Montevideo. 1995)
- Volumen 8 (Sodre. 1995)
- Fantoches (con Gabriela Díaz en guitarra. Al Segno, Alemania. 1996)